# Ujguri
Ujguri (ujgursko ئۇيغۇر, poenostavljeno kitajsko: 维吾尔; tradicionalno kitajsko: 維吾爾; pinjin: Wéiwú'ěr) so turško ljudstvo, ki živi v vzhodni in osrednji Aziji. Največ Ujgurov živi v avtonomni pokrajini Šindžiang-Ujgur (Xīnjiāng Wéiwú'ěrzú Zìzhìqū, 新疆维吾尔自治区) na skrajnem severozahodu Ljudske republike Kitajske, od tega približno 80 % v Tarimski kotlini na jugozahodu pokrajine. Ujguri so tradicionalno naselili vrsto oaz, raztresenih po puščavi Taklamakan in so v preteklosti obstajale kot neodvisne države ali so jih nadzorovale številne civilizacije, vključno s Kitajsko, Mongoli, Tibetanci in različne turške politike. Ujguri so se postopoma začeli islamizirati v 10. stoletju, večina Ujgurov pa se je v 16. stoletju opredelila za muslimane. Islam je od takrat igral pomembno vlogo v ujgurski kulturi in identiteti.
Velike izseljenske skupnosti Ujgurov živijo v srednjeazijskih državah Kazahstan, Kirgizistan in Uzbekistan, manjše pa v Mongoliji, Pakistanu, Afganistanu, Turčiji, Ruski federaciji in okrožju Taoyuan v kitajski provinci Hunan. Ujgurske mestne četrti so v Pekingu, Šanghaju, Sydneyju, Washingtonu, Münchnu, Tokiu, Torontu in Carigradu.